# نيكولاس جاليتزين
نيكولاس ديميتري كونستانتين جالتزين (من مواليد 29 سبتمبر 1994) هو ممثل إنجليزي  معروف بأدواره في توتر عالي (2016)، و الوسام الشيطان (2016)، وسيندريلا (2021) و (2022) قلوب أرجوانية جريحة ,أحمر أبيض والأزرق الملكي (2023).

## بداية حياته
والد جاليتسين، جيفري جالتزين، هو رجل أعمال ينحدر من عائلة غوليتسين، وهي عائلة من النبلاء الروس وصلت إلى إنجلترا كلاجئين من الانقلاب البلشفي والرعب الأحمر. كان جيفري جاليتزين ممولًا للمدينة وتشمل اهتماماته التجارية أعمال إعادة تدوير الزجاج. والدته من أصل يوناني لورا (نيي باباياني). أخته، ليكسي جالتزين، هي رسامة ومصممة داخلية. كان طالبًا في كلية دولويتش وكان جزءًا من شركة مسرح الشباب بليزانس إسلينغتون.
في طفولته، لعب جاليتزين لعبة الرجبي وكرة القدم، وشارك في مسابقات ألعاب القوى على مستوى المقاطعة.

## مسار مهني
حصل جاليتسين على دوره الأول في فيلم الإيقاع تحت قدم في عام 2014، بطولة إلى جانب لوك بيري. كما قام بأداء العديد من الأغاني للموسيقى التصويرية الأصلية للفيلم.
في عام 2015، لقد ظهر في إحدى حلقات المسلسل التلفزيوني الأساطير . أطلق عليه «نجمة الغد» من قبل سكرين انترناشيونال.
في عام 2016، أيضا لعب دور البطولة في الدراما الأمريكية توتر عالي. حيث لعب دور عازف كمان شاب يؤدي في محطة مترو أنفاق. لعب دور طالب شاب مثلي الجنس في الدراما الكوميدية الأيرلندية الوسام الشيطان والتي تم ترشيحها لاحقًا لخمس جوائز في حفل توزيع جوائز السينما والتلفزيون الأيرلندي الخامس عشر.
في عام 2017، شارك في الدراما النيوزيلندية The Changeover. في The Watcher in the Woods، لعب امام الممثلة الأمريكية الحائزة على جائزة الأوسكار، أنجيليكا هيوستن.
تم اختيار جاليتسين لأول دور تلفزيوني رئيسي له في مسلسل الدراما الرعب على نتفليكس تشامبرز. في عام 2019، لعب في الفيلم الدرامي يشارك.
في عام 2020، لعب دور المراهق المخنثين تيمي في الحرفة: تراث، وهو تكملة لـالحرفة. في عام 2021، لعب أيضًا دور الأمير روبرت في سندريلا ، حيث ظهر في 7 أغانٍ في الموسيقى التصويرية للفيلم.
في عام 2022، لقد تم اختيار جالتزين كأحد رواد الفيلم المقتبس عن الرواية الرومانسية الأحمر والأبيض والأزرق الملكي، حيث لعب دور الأمير الخيالي هنري ويلز مقابل تايلور زخار بيريز. تم إصدار أغنيته المنفردة الأولى (كومفورت) في 24 يونيو 2022. كما لعب دور البطولة في فيلم قلوب إرجوانية جريحة من نتفليكس، والذي تم إصداره في 29 يوليو 2022.

## حياته الشخصية
يعيش جالتزين في هامرسميث، لندن، إنجلترا.

## فيلموغرافيا

### فيلم
|  | يشير إلى الإنتاجات التي لم يتم إصدارها بعد. |

| سنة  | عنوان                               | دور            | ملحوظات |
| ---- | ----------------------------------- | -------------- | ------- |
| 2014 | الضرب تحت قدمي                      | توم            |         |
| 2016 | عالية Strung                        | جوني بلاكويل   |         |
| 2016 | وسيم الشيطان                        | كونور ماسترز   |         |
| 2017 | التغيير                             | سورنسن كارلايل |         |
| 2019 | يشارك                               | AJ             |         |
| 2020 | الحرفة: تراث                        | تيمي           |         |
| 2021 | سندريلا                             | الأمير روبرت   |         |
| 2022 | قلوب أرجوانية                       | لوك مورو       |         |
|      | الأحمر والأبيض والأزرق الملكي</img> | الأمير هنري    | التصوير |

### التلفاز
| سنة  | عنوان             | دور          | ملحوظات                                 |
| ---- | ----------------- | ------------ | --------------------------------------- |
| 2015 | أساطير            | أنجيلو       | الحلقة: "The Legend of Terrence Graves" |
| 2017 | المراقب في الغابة | مارك فليمنج  | فيلم تلفزيوني                           |
| 2019 | الغرف             | إليوت لوفيفر | دور أساسي؛ 10 حلقات                     |

## ديسكغرفي

### الفردي
كفنان رئيسي
| عنوان  | سنة | البوم |
| ------ | --- | ----- |
| "راحة" | style="background: #DDF; color: #2C2C2C; vertical-align: middle; text-align: center; " class="no table-no2"\|سيُعلن لاحقاً |       |

### الفردي الترويجية
| أغنية          | سنة  | البوم   |
| -------------- | ---- | ------- |
| " شخص ما يحب " | 2021 | سندريلا |

### مظاهر أخرى
| عنوان                                                          | سنة  | البوم   |
| -------------------------------------------------------------- | ---- | ------- |
| " هل أنا مخطئ " (with كاميلا كابيو and إيدينا مينزيل)          | 2021 | سندريلا |
| " Whatta Man / Seven Nation Army "                             | 2021 | سندريلا |
| " ممتاز " (with Camila Cabello)                                | 2021 | سندريلا |
| "ممتاز (تكرار)" (with Camila Cabello)                          | 2021 | سندريلا |
| " مليون لواحد / يمكن أن يكون لي (تكرار)" (with Camila Cabello) | 2021 | سندريلا |
| " دعونا نرتقي " (with Camila Cabello and Idina Menzel)         | 2021 | سندريلا |

## روابط خارجية
- نيكولاس جاليتزين على موقع IMDb (الإنجليزية)
- نيكولاس جاليتزين على موقع روتن توميتوز (الإنجليزية)
- نيكولاس جاليتزين على موقع ألو سيني (الفرنسية)
- نيكولاس جاليتزين على موقع ميوزك برينز (الإنجليزية)
- نيكولاس جاليتزين على موقع أول ميوزيك (الإنجليزية)
- نيكولاس جاليتزين على موقع قاعدة بيانات الفيلم (الإنجليزية)